# 永通桥
永通桥，俗称“小石桥”，是位于中国河北省赵县的一座古老的单孔圆弧拱桥。

## 简介
永通桥位于赵县县城西门外的清水河上。永通桥的建造年代，由于无原始资料，所以历来众说纷纭。早年曾有说法称其建于金朝。根据1986年从永通桥下出土的桥石构件及刻字考证，永通桥始建于唐朝永泰初年（765年）。然而，桥下出土的物件的风格，极似隋朝作品，故也有说法认为永通桥和安济桥是同时建造的，或永通桥的建造年代在隋末唐初。
永通桥的结构完全模仿安济桥。因其修建时间晚于安济桥（俗称“大石桥”、“赵州桥”），且形体又较小，故俗称“小石桥”。
和安济桥一样，永通桥也是一座单孔敞肩弧形坦拱石桥，全长32米，宽6.3米。主拱也是采用纵向并列砌筑法，以21道纵向并排的拱券石砌成，跨度26米，拱矢大约5.2米，桥面跨度极小，近乎水平，便于车辆通行。桥的拱肩上，大拱上也伏设四个小拱，小拱和大拱幅度之比大于安济桥。 
永通桥的圆弧拱的跨度是25.9米，拱高3米，扁平率为0.23，是全世界扁平率最小的古桥。
永通桥的雕刻精美，桥面两旁有22根方形座柱。现存的桥栏板上，以及各小券的撞券石上，均有精美浮雕。故赵县流传有民谚：“大石桥看功劳，小石桥看花草。”
1961年，赵县的永通桥（小石桥）和安济桥（大石桥，俗称“赵州桥”）、福建的安平桥，同被列为全国重点文物保护单位，成为中国首批重点保护的三座古桥。